# För trädets skull
För trädets skull är en diktsamling av Karin Boye, utgiven 1935. Hennes mest berömda dikt "Ja visst gör det ont" finns i denna samling, som är mer modernistisk än Boyes tidigare, och där trädsymboliken återkommer många gånger. Boyes syn på språket som nära förbundet med det omedvetna och underjordiska, som hon beskriver i essän Språket bortom logiken, kommer till tydligt uttryck i dikterna. Diktsamlingen innehåller tolkningar av bland annat dikter av Goethe och av Rainer Maria Rilke, samt innehåller den tolkning av T.S. Eliots långa dikt "Det öde landet" som Boye gjorde tillsammans med Erik Mesterton. Denna tolkning ingår inte i några digitala utgåvor av diktsamlingen, eftersom den fortfarande är upphovsrättsskyddad.
Boken hör till De 50 bästa diktsamlingarna.